# REO Motor
REO Motor Car Company est une société américaine créée en août 1904 par Ransom Eli Olds à Lansing, dans le Michigan. Après avoir d'abord produit des automobiles jusqu'en 1936, elle se consacra ensuite à la fabrication de véhicules industriels. En 1954, la société connait de grosses difficultés et vend ses activités de fabrication de véhicules à "Bohn Aluminium & Brass Corporation" de Detroit. En 1957, l'usine de REO devient une filiale de White Motor Company qui fusionne REO avec Diamond T Trucks en 1967 pour former Diamond-Reo Trucks Inc.. En 1975, cette société dépose son bilan et ses actifs liquidés. Volvo a racheté White en 1981 et détient de fait les droits sur la marque REO

## Histoire
Ransom Eli Olds était un entrepreneur qui a créé plusieurs sociétés dans l'industrie automobile. En 1897 Olds a fondé la « Olds Motor Vehicle Company », renommée plus tard Oldsmobile, avant d'être reprise par General Motors. En 1905, Olds quitte Oldsmobile et fonde une nouvelle compagnie, REO Motor Car Company, à Lansing, au Michigan. Olds détient 52 % du capital mais est nommé président et directeur général. Pour s'assurer d'un approvisionnement fiable en pièces détachées, il crée un certain nombre de filiales comme la « National Coil Company », la « Michigan Screw Company » et l'« Atlas Drop Forge Company ».
À l'origine, la société devait s'appeler « R. E. Olds Motor Car Company », mais le propriétaire de la société "Olds Motor Works", s'y est opposé et avait menacé d'intenter une action en justice en raison de la confusion des noms par les consommateurs. Olds a alors changé le nom à ses initiales. Olds Motor Works adopta ensuite le nom populaire de ses véhicules Oldsmobile qui, avec Buick et Cadillac, devint une des divisions de General Motors Corporation.
En 1907, REO avait un chiffre d'affaires brut de 4,5 millions de dollars et figurait parmi les quatre constructeurs automobiles les plus importants des États-Unis. Après 1908, malgré l'introduction de nouveaux modèles améliorés, la part de marché de REO diminua assez fortement à cause de la concurrence des nouvelles sociétés comme Ford et General Motors.
En 1910 REO complète son offre avec une division camions et une usine au Canada à St. Catharines, en Ontario. Deux ans plus tard, Olds affirme avoir construit le meilleur châssis possible, pouvant accueillir deux, quatre ou cinq passagers avec un moteur de 30-35 Ch (22-26 kW), un empattement de 2,845 mm et des roues de 32 pouces (81 cm), pour un prix de 1.055 US$ sans carrosserie.
En 1915, Olds cède sa fonction de Directeur Général à son protégé Christopher A. Scott, et huit ans plus tard, il met fin à son mandat de Président, conservant le poste de Président du Conseil d'Administration.
De 1915 à 1925, sous la direction de Scott, la société REO reste rentable. En 1925, cependant, comme beaucoup de ses concurrents, il se lance dans un ambitieux programme d'expansion pour rendre l'entreprise plus compétitive avec d'autres constructeurs automobiles en offrant des voitures dans différentes fourchettes de prix. L'échec de ce programme et les effets de la Grande Dépression causèrent de telles pertes qu'Olds fut contraint de revenir de sa retraite en 1933 et de reprendre le contrôle de la société. Il en démissionnera en 1934. En 1936, REO abandonne la production d'automobiles pour se consacrer aux camions.

## La production de camions
Bien que les nombreuses commandes de camions durant la Seconde Guerre mondiale aient permis de reprendre un peu de vigueur, la société est restée fragile dans l'après-guerre, entraînant la faillite. En 1954, la société vend ses activités de fabrication de véhicules à "Bohn Aluminium & Brass Corporation" de Detroit. En 1957, REO devient une filiale de  White Motor Company. White fusionne REO avec "Diamond T Trucks" en 1967 pour former Diamond-Reo Trucks, Inc. En 1975, la société dépose son bilan et ses actifs sont liquidés. Volvo rachètera White en 1981 et détient de fait les droits sur la marque REO.

## Modèles

### Automobiles
- 19 AS
- 96-T
- Comet
- DC
- Flying Cloud
- Flying Cloud Mate
- GB
- Gold Comet
- M-109
- M-34
- M-35
- M-35 A1
- M-48
- M-49
- M-50
- M-52
- M-Series
- M-246
- Royale
- Royale Elite
- Runabout
- T-6

### Camions
- 19 AS
- AC
- Apollo
- Comet
- DC
- GB
- Giant
- Gold Comet
- M35
- Raider
- Royale
- Speed Wagon
- Speed Tanker
- Studebaker US6

### Autobus
- 96HTD
- W series
- Gold Comet